# Arnèke

Arnèke este o comună în departamentul Nord, Franța. În 1 ianuarie 2022 avea o populație de 1.557 de locuitori.